# Philleigh
Philleigh est une paroisse civile et un village des Cornouailles, en Angleterre.